# Loučná pod Klínovcem
Loučná pod Klínovcem là một thị trấn thuộc huyện Chomutov, vùng Ústecký, Cộng hòa Séc.